# فيلا مالابارته
فيلا مالابارته (Malaparte)، هو منزل خاص يقع في جزيرة كابري على نتوء صخري على شاطئ البحر. صممه أدلبرتو يبرا (Adalberto Libera)، تعتبر واحدة من روائع العمارة الحديثة، ويمثل مثال رائع على التكامل بين الحداثة العقلانية والبيئة الطبيعية.
...وايضا في هذه الحالة-كما في منزل فتجنشتاين- أعمال التصميم ترى تقاطع بين افعال وارادة معماري وكاتب. الجدلية، وأحيانا الاشتباك بينهما يفسر جزئيا أصل شهرة هذا المبنى، والتي ازدادت إلى حد جعل من الصعب أي ادراج له ضمن تاريخ العمارة للقرن العشرين.